# جزر ناتونا

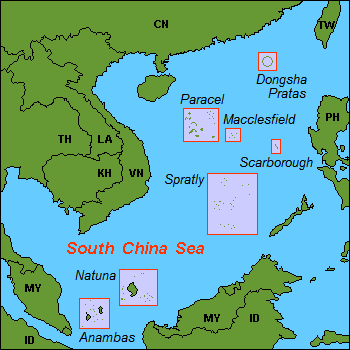
خريطة توضح موقع جزر ناتونا ضمن بحر الصين الجنوبي.

يقع أرخبيل جزر ناتونا المكون من 272 جزيرة في بحر ناتونا في ضمن أرخبيل توجوه قبالة الساحل الشمالي الغربي لجزيرة بورنيو.
تتبع الجزر إداريا لمقاطعة جزر رياو في إندونيسيا، وهي مجموعة الجزر الإندونيسية الأقصى شمالا ضمن حدود غير المتنازع عليها.
وتنقسم جزر ناتونا إلى ثلاث مجموعات : 
- ناتونا الشمالية، وتضم جزيرة لاوت
- ناتونا الوسطى، وتضم ناتونا الكبرى
- ناتونا الجنوبية، وتضم جزيرة سوبي الكبرى.

## المساحة والسكان
- المساحة: 3420 كم2 (1320،5 ميل مربع)
- السكان: 98000 نسمة
- الكثافة السكانية: 28،7 نسمة/كم2 (74،2 نسمة/ميل مربع)

## الاقتصاد
على الرغم من وجود احتياطات مهمة من الغاز الطبيعي، فإن معظم السكان المحليين يعملون كصيادين أو مزارعين. الجزر لا تحمل الصفة السياحية.

## الجغرافيا
يتكون أرخبيل جزر ناتونا هي 272 جزيرة في إندونيسيا، وتقع في بحر ناتونا بين شبه جزيرة الملايو في الغرب، وجزيرة بورنيو في الشرق. ويعد بحر ناتونا جزءً من بحر الصين الجنوبي.

### الموارد الطبيعية
ناتونا لديها احتياطيات كبيرة من الغاز الطبيعي (تقدر بـ1.3 مليار متر مكعب) يتم تصديرها إلى البلدان المجاورة مثل سنغافورة. وتعد جزيرة ماتاك قاعدة لتصدير الغاز إلى الخارج.

### البيئة
هنالك 71 نوعا من الطيور المسجلة في جزر ناتونا، مثل :
- نسر الأسماك الصغيرة شبه المهدد بالانقراض
- نسر الثعبان المتوج (أو نسر ثعبان ناتونا)
- طائر الحمام الفضي النادر.

ومن بين الأنواع الأخرى الأنواع المهددة بالانقراض:
- طائر يورا الأخضر (Green Iora)، وهو نوع من العصافير
- طائر فلوفيتا البني (Brown Fulvetta)
- الطائر عريض المنقار الأخضر (Green Broadbill).

كما تم العثور على الشعاب المرجانية الملونة في المياه المحيطة بالجزر. قرد ناتونا المطوق بالورق يعد من بين أكثر 25 من الرئيسيات المهددة بالانقراض على كوكب الأرض.

## وصلات خارجية
- الموقع الرسمي لجزر ناتونا
- وكالة استخبارات الجغرافية الوطنية (2005) "الساحل الشمالي الغربي لبورنيو وجزر توجوه" وجهات الإبحار: بورنيو وجاوة وسولاوسي ونوسا تنقارا، وكالة الاستخبارات الجغرافية القومية الأمريكية.